# The Big Short
The Big Short är en amerikansk biografisk dramakomedifilm från 2015 i regi av Adam McKay. Manuset skrevs av Adam McKay och Charles Randolph, baserat på boken med samma titel från 2010 av Michael Lewis, som handlar om den finansiella krisen 2007–2008 som berodde på uppbyggnaden av bostadsmarknaden och kreditbubblan. Huvudrollerna spelas av Christian Bale, Steve Carell, Ryan Gosling och Brad Pitt.
Filmen nominerades till fem Oscars, inklusive i kategorierna Bästa film, Bästa regi, Bästa manliga biroll (Christian Bale) och Bästa klippning. Den vann för Bästa manus efter förlaga.

## Medverkande (i urval)
- Christian Bale – Dr. Michael Burry
- Steve Carell – Mark Baum
- Ryan Gosling – Jared Vennett
- Brad Pitt – Ben Rickert
- Melissa Leo – Georgia Hale
- Hamish Linklater – Porter Collins
- John Magaro – Charlie Geller
- Rafe Spall – Danny Moses
- Jeremy Strong – Vinny Daniel
- Finn Wittrock – Jamie Shipley
- Marisa Tomei – Cynthia Baum
- Tracy Letts – Lawrence Fields
- Byron Mann – Mr. Chau
- Adepero Oduye – Kathy Tao
- Karen Gillan – Evie
- Max Greenfield – bolånemäklare 1
- Billy Magnussen – bolånemäklare 2
- Jeffry Griffin – Chris, Jared Vennetts assistent
- Vanessa Cloke – Lucy på Goldman Sachs
- Rajeev Jacob – Deeb på Goldman Sachs
- Rudy Eisenzopf – Lewis Ranieri
- Tony Bentley – Bruce Miller
- Lyle Brocato – Casey
- Stanley Wong – Ted Jiang
- Margot Robbie – sig själv
- Anthony Bourdain – sig själv
- Richard Thaler – sig själv
- Selena Gomez – sig själv

## Mottagande
The Big Short möttes av positiva recensioner av kritiker. På Rotten Tomatoes har filmen ett medelbetyg på 88%, baserat på 273 recensioner, och ett genomsnittsbetyg på 7,8 av 10. På Metacritic har filmen genomsnittsbetyget 81 av 100, baserat på 45 recensioner.

## Utmärkelser
| Priser och nomineringar      | Priser och nomineringar                        | Priser och nomineringar | Priser och nomineringar | Priser och nomineringar |
| Utmärkelse                   | Kategori                                       | Mottagare | Resultat                |                         |
| ---------------------------- | ---------------------------------------------- | --- | ----------------------- | ----------------------- |
| Oscar                        | Bästa manus efter förlaga                      | Charles Randolph och Adam McKay | Vann                    |                         |
| Oscar                        | Bästa film                                     | Brad Pitt, Dede Gardner och Jeremy Kleiner | Nominerad               |                         |
| Oscar                        | Bästa regi                                     | Adam McKay | Nominerad               |                         |
| Oscar                        | Bästa manliga biroll                           | Christian Bale | Nominerad               |                         |
| Oscar                        | Bästa klippning                                | Hank Corwin | Nominerad               |                         |
| Golden Globes                | Bästa film – musikal eller komedi              | | Nominerad               |                         |
| Golden Globes                | Bästa manliga huvudroll – musikal eller komedi | Christian Bale | Nominerad               |                         |
| Golden Globes                | Bästa manliga huvudroll – musikal eller komedi | Steve Carell | Nominerad               |                         |
| Golden Globes                | Bästa manus                                    | Charles Randolph och Adam McKay | Nominerad               |                         |
| BAFTA Awards                 | Bästa manus efter förlaga                      | Charles Randolph och Adam McKay | Vann                    |                         |
| BAFTA Awards                 | Bästa film                                     | Brad Pitt, Dede Gardner och Jeremy Kleiner | Nominerad               |                         |
| BAFTA Awards                 | Bästa regi                                     | Adam McKay | Nominerad               |                         |
| BAFTA Awards                 | Bästa manliga biroll                           | Christian Bale | Nominerad               |                         |
| BAFTA Awards                 | Bästa klippning                                | Hank Corwin | Nominerad               |                         |
| Screen Actors Guild Awards   | Bästa manliga biroll                           | Christian Bale | Nominerad               |                         |
| Screen Actors Guild Awards   | Bästa rollbesättning i en film                 | Christian Bale, Steve Carell, Ryan Gosling, Melissa Leo, Hamish Linklater, John Magaro, Brad Pitt, Rafe Spall, Jeremy Strong, Marisa Tomei och Finn Wittrock | Nominerad               |                         |
| Critics' Choice Movie Awards | Bästa manus efter förlaga                      | Charles Randolph och Adam McKay | Vann                    |                         |
| Critics' Choice Movie Awards | Bästa komedi                                   | | Vann                    |                         |
| Critics' Choice Movie Awards | Bästa manliga skådespelare i en komedi         | Christian Bale | Vann                    |                         |
| Critics' Choice Movie Awards | Bästa film                                     | | Nominerad               |                         |
| Critics' Choice Movie Awards | Bästa ensemble                                 | | Nominerad               |                         |
| Critics' Choice Movie Awards | Bästa manliga skådespelare i en komedi         | Steve Carell | Nominerad               |                         |
| Critics' Choice Movie Awards | Bästa klippning                                | Hank Corwin | Nominerad               |                         |